# ژان-پیر کسل
ژان-پیِر کَسِل (فرانسوی: Jean-Pierre Cassel‎؛ زاده ۲۷ اکتبر ۱۹۳۲ – درگذشته ۱۹ آوریل ۲۰۰۷) بازیگر اهل فرانسه بود. از فیلم‌هایی که او در آن نقش داشته‌است، می‌توان به جنون بورژوازی، از روی درماندگی، جولیا، راز صحرا، آستریکس در بازی‌های المپیک، جذابیت پنهان بورژوازی، ارتش سایه‌ها، آماده پوشیدن، کازانووا، چهار تفنگدار، بازگشت سه تفنگدار و مینی‌سریال‌های در گرداب گناه، چوآنس!، تحقیق مجدد و شبح اپرا اشاره کرد.